# محمود کجک (بازیکن فوتبال، زاده ۱۹۹۰)
محمود کجک (عربی: محمود أحمد كجك؛ زادهٔ ۲۹ آوریل ۱۹۹۰) بازیکن فوتبال اهل لبنان است.
وی همچنین در تیم ملی فوتبال لبنان بازی کرده‌ است.